# Förundersökningsprotokoll
Ett förundersökningsprotokoll ("FUP") är en handling som i Sverige och Finland upprättas i samband med en brottsutredning. Ett förundersökningsprotokoll blir en offentlig allmän handling när åtal väckts i målet, såvida inte någon
bevisning har belagts med sekretess. Nerlagda förundersökningar blir också allmänna handlingar enligt samma princip.